# Polyommatus dux
Polyommatus dux är en fjärilsart som beskrevs av Riley 1926. Polyommatus dux ingår i släktet Polyommatus och familjen juvelvingar. Inga underarter finns listade i Catalogue of Life.